# ملعب ماديرا
ملعب ماديرا هو ملعب كرة قدم في البرتغال، يقع في مدينة ماديرا في البرتغال، أفتتح عام 1998.